# Aeropuerto Nacional Francisco Primo de Verdad
El Aeropuerto Nacional Francisco Primo de Verdad y Ramos (Código IATA: LOM - Código OACI: MMOO - Código DGAC: LMO) está localizado a 20 kilómetros al sur de la ciudad de Lagos de Moreno, Jalisco. Actualmente no tiene servicios para la aviación comercial, además de que no cuenta con servicio de combustible ni radar. La estación está a cargo de la fuerza militar. El aeropuerto está prácticamente inactivo y solo sirve a varias aeronaves privadas pequeñas o de entrenamiento.

## Características
Se localiza a 15 minutos del centro de la ciudad y es usado generalmente para propósitos de aviación privada. La pista de aterrizaje mide 1,510 metros de largo y 28 metros de ancho, en la cabecera 01 tiene añadidos 380 metros extra de longitud y en la cabecera 19 tiene añadidos 240 metros, lo que le da una longitud total de 2,130 metros, con orientación 01/19. No cuenta con calle de rodaje paralela ni luces de rodaje y aproximación, pero en sus hangares a un lado de la plataforma terminal alberga a varias aeronaves propiedad de habitantes de ciudades circunvecinas.

## Historia
El aeropuerto se construyó en el sexenio del expresidente Carlos Salinas de Gortari y desde entonces hasta el año 2000 contaba con vuelos comerciales a cargo de la aerolínea TAESA con vuelos regulares a la Ciudad de México y Tijuana operando con equipos 737’s y en temporada alta con vuelos a otras ciudades como Guadalajara y Zacatecas.

## Planes de expansión
Desde antes del año 2005 un grupo de inversionistas mexicanos y el Ayuntamiento de Lagos de Moreno han buscado reactivar el Aeropuerto «Francisco Primo de Verdad y Ramos» proyectándolo como aeropuerto de Carga buscando impulsar económicamente la región.
El proyecto prevé extender la pista a una longitud de tres mil 200 metros, para que puedan aterrizar aviones con capacidad de 400 toneladas, rodajes de mil 160 metros, una plataforma de siete posiciones de 60 mil metros cuadrados, cinco mil 300 metros cuadrados de estacionamientos, 21 mil 200 metros de almacenes y recinto fiscal, cinco mil 200 metros cuadrados de edificio terminal, con una torre de control. Además de un hotel y una estación de servicio de combustible.

## Estadísticas

### Pasajeros
Ver fuente y consulta Wikidata.

Sólo se muestra muestran vuelos comerciales regulares y vuelos de fletamento, no se incluyen vuelos militares ni de aviación general.
| Año  | Vuelos | Pasajeros | Movimiento de carga (kg) |
| 1993 | 2,188  | 28,162    | 0                        |
| 1994 | 2,201  | 35,714    | 72,121                   |
| 1995 | 388    | 3,358     | 14,756                   |
| ---- | ------ | --------- | ------------------------ |

## Accidentes e incidentes
- El 7 de junio de 2013 una aeronave Cessna 182R Sklylane con matrícula N6241H se estrelló en el municipio de Xico mientras cubría su ruta entre el Aeropuerto de Lagos de Moreno y el Aeropuerto de Xalapa, matando al piloto y una pasajera y dejando herida a una pasajera menor de 1 año de edad.[3][4]

## Aeropuertos cercanos
Los aeropuertos cercanos son:
- Aeropuerto Internacional Amado Nervo (106km)
- Aeropuerto Internacional de Zacatecas (170km)
- Aeropuerto Internacional de Aguascalientes (185km)
- Aeropuerto Internacional de Guadalajara (188km)
- Aeropuerto Internacional de Puerto Vallarta (195km)